# Pterygocythereis jonesi
Pterygocythereis jonesi är en kräftdjursart. Pterygocythereis jonesi ingår i släktet Pterygocythereis och familjen Trachyleberididae. Inga underarter finns listade i Catalogue of Life.